# Manuel Locatelli
Manuel Locatelli (Lecco, Lombardía, 8 de enero de 1998) es un futbolista italiano, juega como centrocampista y su equipo es la Juventus F. C. de la Serie A de Italia.

## Trayectoria
Locatelli comenzó a jugar al fútbol en 2007, en las categorías infantiles del club Atalanta Bergamasca Calcio. Fue observado desde la Associazione Calcio Milan por cazatalentos del club, y fue fichado en 2010.
Terminó las categorías infantiles en Milán, y comenzó las juveniles. Con dieciséis años se integró a la reserva del club. Debutó en la primavera el 17 de septiembre de 2014, en la copa nacional de la categoría, fue titular para enfrentar al Modena F. C., anotó un gol y ganaron 3 a 0. En el Campeonato Primavera debutó el 27 de septiembre, jugó los dieciocho minutos finales contra Pescara y ganaron 4 a 0.
Al año siguiente jugó el Torneo de Viareggio, tuvo minutos en dos partidos pero no pasaron de la fase de grupos. En su primera temporada con la Primavera jugó catorce partidos y anotó dos goles.
Para la temporada 2015-16 comenzó con la reserva, pero debido al buen rendimiento, fue ascendido con el plantel absoluto por el entrenador Siniša Mihajlović, y fue convocado por primera vez para la quinta fecha de la Serie A, estuvo en el banco de suplentes, no jugó pero derrotaron 2 a 3 a Udinese Calcio.
Debido a malos resultados, Mihajlović dejó de ser el técnico de A. C. Milan, por lo que Cristian Brocchi asumió el cargo, ya que era el entrenador de las divisiones juveniles y conocía el club.
Luego de integrar el banco de suplentes sin ser considerado, debutó como profesional el 21 de abril de 2016, en la fecha 34 de la Serie A, jugó los minutos finales contra el Carpi F. C. 1909 en el estadio Giuseppe Meazza ante más de 28 000 espectadores y empataron sin goles. Disputó su primer juego con dieciocho años y ciento cuatro días, utilizó la camiseta número 73. En la última fecha del campeonato nacional jugó como titular por primera vez, en su segundo partido, se enfrentaron a A. S. Roma pero perdieron 3 a 1. Al final de la temporada Brocchi dejó de ser el entrenador y asumió Vincenzo Montella.
En la temporada 2015-16 jugó dos partidos con los profesionales, con la Primavera jugó dieciséis encuentros y marcó tres goles.
Para la 2016-17 se integró definitivamente al primer equipo, estuvo en el banco de suplentes sin minutos en las tres primeras fechas de la Serie A. A partir de la cuarta fecha, comenzó a tener minutos y jugó los tramos finales de los partidos.
El 2 de octubre de 2016, en la séptima fecha, se enfrentaron a la U. S. Sassuolo Calcio e ingresó en el minuto 60, con el partido 1 a 3 en contra, pero su compañero Carlos Bacca acortó distancias con un penal. En el minuto 73 recibió el balón afuera del área del portero rival, de igual forma remató con la zurda y la pelota ingresó por el ángulo derecho del guardameta, convirtió su primer gol oficial que significó el empate parcial. El equipo continuó con el envión y Gabriel Paletta convirtió otra anotación, que sentenció el encuentro por 4 a 3 a favor.
Luego de su primer gol y remontada, declaró:

«Quiero dedicarlo a mi familia a todos los que creen en mí. Estoy soñando. No creía que todo era cierto. Creo que hemos hecho una buena remontada.»

El 22 de octubre jugó su primer clásico contra la Juventus F. C., fue titular y en el minuto 65 anotó un gol que sirvió para ganar 1 a 0.
El 13 de agosto de 2018 la U. S. Sassuolo Calcio hizo oficial su llegada cedido por una temporada con obligación de compra. Tres años estuvo en el equipo antes de ser cedido en agosto de 2021 a la Juventus F. C. por dos temporadas con una opción de compra obligatoria de veinticinco millones de euros, además de 12,5 en variables, si se cumplían determinados objetivos.

## Selección nacional

### Trayectoria
Locatelli ha sido parte de la selección de fútbol de Italia en las categorías juveniles sub-15, sub-16, sub-17, sub-19 y sub-21.
Debutó con Italia en la sub-15, el 19 de febrero de 2013, fue titular para enfrentar a Bélgica y ganaron 2 a 1. En la revancha, que se jugó dos días después, fue el capitán de la selección, pero perdieron 1 a 0 con los belgas.

### Participaciones en categorías inferiores
| Competición                                                               | Sede                | Resultado        | Partidos | Goles |
| ------------------------------------------------------------------------- | ------------------- | ---------------- | -------- | ----- |
| Fase de clasificación para el Campeonato de Europa Sub-17 de la UEFA 2014 | Lituania            | Clasificó        | 2        | 1     |
| Fase de clasificación para el Campeonato de Europa Sub-17 de la UEFA 2015 | Moldavia            | Clasificó        | 3        | 0     |
| Ronda élite para el Campeonato de Europa Sub-17 de la UEFA 2015           | Alemania            | Clasificó        | 2        | 0     |
| Campeonato de Europa Sub-17 de la UEFA 2015                               | Bulgaria            | Cuartos de final | 5        | 0     |
| Fase de clasificación para el Campeonato de Europa Sub-19 de la UEFA 2016 | Macedonia del Norte | Clasificó        | 3        | 0     |
| Ronda élite para el Campeonato de Europa Sub-19 de la UEFA 2016           | Italia              | Clasificó        | 3        | 0     |
| Fase de clasificación para el Campeonato de Europa Sub-19 de la UEFA 2017 | Armenia             | Clasificó        | 3        | 0     |

## Estadísticas

### Clubes
Actualizado al 1 de julio de 2025.
| Club | Div.          | Temporada     | Liga  | Liga  | Copas nacionales(1) | Copas nacionales(1) | Copas internacionales(2) | Copas internacionales(2) | Total | Total |
| Club | Div.          | Temporada     | Part. | Goles | Part.               | Goles               | Part.                    | Goles                    | Part. | Goles |
| --- | ------------- | ------------- | ----- | ----- | ------------------- | ------------------- | ------------------------ | ------------------------ | ----- | ----- |
| A. C. Milan · Italia | 1.ª           | 2015-16       | 2     | 0     | 0                   | 0                   | —                        | —                        | 2     | 0     |
| A. C. Milan · Italia | 1.ª           | 2016-17       | 25    | 2     | 3                   | 0                   | —                        | —                        | 28    | 2     |
| A. C. Milan · Italia | 1.ª           | 2017-18       | 21    | 0     | 3                   | 0                   | 9                        | 0                        | 33    | 0     |
| A. C. Milan · Italia | Total club    | Total club    | 48    | 2     | 6                   | 0                   | 9                        | 0                        | 63    | 2     |
| U. S. Sassuolo Calcio · Italia | 1.ª           | 2018-19       | 29    | 2     | 2                   | 1                   | —                        | —                        | 31    | 3     |
| U. S. Sassuolo Calcio · Italia | 1.ª           | 2019-20       | 33    | 0     | 1                   | 0                   | —                        | —                        | 34    | 0     |
| U. S. Sassuolo Calcio · Italia | 1.ª           | 2020-21       | 34    | 4     | 0                   | 0                   | —                        | —                        | 34    | 4     |
| U. S. Sassuolo Calcio · Italia | Total club    | Total club    | 96    | 6     | 3                   | 1                   | 0                        | 0                        | 99    | 7     |
| Juventus F. C. · Italia | 1.ª           | 2021-22       | 31    | 3     | 5                   | 0                   | 7                        | 0                        | 43    | 3     |
| Juventus F. C. · Italia | 1.ª           | 2022-23       | 32    | 0     | 4                   | 0                   | 13                       | 0                        | 49    | 0     |
| Juventus F. C. · Italia | 1.ª           | 2023-24       | 36    | 1     | 4                   | 0                   | —                        | —                        | 40    | 1     |
| Juventus F. C. · Italia | 1.ª           | 2024-25       | 36    | 2     | 3                   | 0                   | 12                       | 0                        | 51    | 2     |
| Juventus F. C. · Italia | Total club    | Total club    | 135   | 6     | 16                  | 0                   | 32                       | 0                        | 183   | 6     |
| Total carrera | Total carrera | Total carrera | 279   | 14    | 25                  | 1                   | 41                       | 0                        | 345   | 15    |
| (1)Incluidos los datos de la Copa Italia (2016-17 a 2024-25) y Supercopa de Italia (2016, 2021 y 2024). (2)Incluidos los datos de la Liga de Campeones de la UEFA (2021-), la Liga Europa de la UEFA (2017-18 y 2022-23) y la Copa Mundial de Clubes de la FIFA (2025). |               |               |       |       |                     |                     |                          |                          |       |       |

### Resumen estadístico
|                       | Partidos | Goles | Promedio |
| --------------------- | -------- | ----- | -------- |
| Liga                  | 233      | 12    | 0.05     |
| Copas nacionales      | 20       | 1     | 0.05     |
| Copas internacionales | 29       | 0     | 0        |
| Selección nacional    | 26       | 3     | 0.12     |
| Total                 | 308      | 16    | 0.05     |

## Palmarés

### Títulos nacionales
| Título              | Club           | País   | Año  |
| ------------------- | -------------- | ------ | ---- |
| Supercopa de Italia | A. C. Milan    | Italia | 2016 |
| Copa Italia         | Juventus F. C. | Italia | 2024 |

### Títulos internacionales
| Título   | Club (*)            | Sede   | Año  |
| -------- | ------------------- | ------ | ---- |
| Eurocopa | Selección de Italia | Europa | 2020 |

(*) Incluyendo la selección.